# Rivages sanglants
Pour plus de détails, voir Fiche technique et Distribution.
Rivages sanglants (Noa Noa) est un film d'aventures maritimes italo-dominicain réalisé par Ugo Liberatore et sorti en 1974.

## Fiche technique
- Titre français : Rivages sanglants[1]
- Titre original italien : Noa Noa[2]
- Réalisation : Ugo Liberatore
- Scénario : Ugo Liberatore, Roberto Gandus
- Photographie : Dario Di Palma
- Montage : Alberto Gallitti
- Musique : Augusto Martelli
- Décors : Sergio Canevari
- Production : Solly-V. Bianco, Giorgio Venturini, Franz Seitz
- Sociétés de production : C.I.D.I.F., Gerico Sound (Rome), Filmica La Trinitaria (République dominicaine)
- Pays de production :  Italie -  République dominicaine
- Langues originales : italien
- Format : Couleur - Son mono - 35 mm
- Genre : Aventures maritimes
- Durée : 105 minutes
- Dates de sortie : 
  - Italie : 24 février 1974
  - France : 26 août 1981[1]

## Distribution
- Ines Pellegrini : Myriam
- Renzo Montagnani : Nicola Salluzzi
- Orchidea De Santis : docteur Santina
- Marisa Merlini : Aspasia, la femme de Nicola
- Jean Claude Verné : Simone Salluzzi
- Carlo Delle Piane : Pasquale, son frère
- Lu-Maria Lise : l'infirmière
- Gianfranco D'Angelo : professeur Klipper